# Brongniartia montalvoana
Brongniartia montalvoana là một loài thực vật có hoa trong họ Đậu. Loài này được Dorado & D.M. Arias miêu tả khoa học đầu tiên năm 1992.